# Che magnifico campeggio!
Che magnifico campeggio! (Camp Candy) è una serie televisiva a disegni animati prodotta da DiC Entertainment.
La serie è ambientata in un campo estivo gestito dalla versione animata dell'attore canadese John Candy, che nella versione originale è il doppiatore del suo personaggio. La sigla è scritta da Alessandra Valeri Manera, composta da Enzo Draghi e cantata da Cristina D'Avena e il Coro dei Piccoli Cantori di Milano: inoltre la base musicale ricorda la canzone Tomorrow People di Ziggy Marley and the Melody Makers.

## Personaggi
- John
- Rex DeForest III
- Molly
- Vitamina
- Baccalà
- Rick
- Robin
- Alex
- Vanessa
- Chester

## Doppiaggio
| Personaggio      | Doppiatore originale | Doppiatore italiano |
| ---------------- | -------------------- | ------------------- |
| Rex DeForest III | Lewis Arquette       | Giancarlo Padoan    |
| Molly            | Valri Bromfield      | Cinzia De Carolis   |
| John             | John Candy           | Renato Cecchetto    |
| Vitamina         | Tom Davidson         | Antonella Baldini   |
| Baccalà          |                      | Fabrizio Pucci      |
| Rick             | Andrew Seebarin      |                     |
| Robin            | Cree Summer          |                     |
| Alex             | Chiara Zanni         |                     |
| Vanessa          | Willow Johnson       |                     |
| Chester          | Danny Mann           |                     |

## Episodi
Stagione 1
1. The Forest's Prime Evil
2. Small Foot, Big Trouble
3. The Katchatoree Creature
4. Tough as Nayles
5. Bird is the Word / Best Behavior
6. Fools Gold
7. Slight of Hand / Thanks, But No Pranks
8. Mind Over Matter / Brat Pact
9. May the Best Parents Win
10. Not So Brave Brave / Opposites Attract
11. Indian Love Call / Spoiled Sports
12. Natale a luglio (Christmas in July)
13. Rick Gets the Picture / Poor Little Rich Girl

Stagione 2
1. Robo-Camp / The Glasnost Menagerie
2. Guerra e pace (Color War And Peace)
3. Camp Cuisine / Take The Compass And Run
4. Candy Springs
5. Wish Upon A Fish
6. Taking the Bully by the Horns / Rock Candy
7. Cari mamma e papà (Dear Mom And Dad)
8. Stand Up And Deliver / Ruthless Campers
9. Camp Candy's Funniest Home Videos
10. L'arca di Robin (Robin's Ark)
11. Candy And The Ants / Smart Moose, Foolish Choice
12. One Million Years B.C.
13. Jokers Of The Wild / Lo Zio Regista (Uncle Rexie)
14. Scare Package

Stagione 3
1. TV or Not TV
2. Rock and Rest / Rick Van Winkle
3. L'ultima parola (The Last Word)
4. A Ribbeting Experience / The Bamboo Woodpecker
5. Wild, Wild Candy
6. When It Rains...It Snows
7. Saturday Night Polka Fever
8. Chester's Millions
9. Bee Prepared / Signs of Silence
10. Dr. Tongue's Amazing Adventure / Lucky Dog
11. Wild World of Camping / Total Lack of Recall
12. Battle of the Badges / The Return of the Magnificent Three
13. Ladies and Gentlemen, Your Host, Bobby Bittman